# Anadia pamplonensis
Anadia pamplonensis là một loài thằn lằn trong họ Gymnophthalmidae. Loài này được Dunn mô tả khoa học đầu tiên năm 1944.